# 一条高能
一条 高能（いちじょう たかよし）は、鎌倉時代初期の公家。藤原北家中御門流、権中納言・一条能保の長男。官位は従三位・参議。

## 経歴
母は源義朝の娘・坊門姫で、源頼朝の甥にあたる。
元暦元年（1184年）に叙爵し、文治2年（1186年）左馬頭に任官。文治3年（1187年）従五位上、文治5年（1189年）正五位下、文治6年（1190年）従四位下、建久3年（1192年）従四位上と、叔父である源頼朝の威光を背景に順調に昇進する。建久4年（1193年）父の能保に続いて右兵衛督に任ぜられ、建久7年（1196年）正月には蔵人頭に補せられた。
一方で鎌倉幕府からは京都守護に任じられて頼朝の娘・大姫との縁談が進められたが、大姫の拒絶にあい破談となる。後に松殿基房の娘を妻として頼氏を儲けた。また、糟屋有季（比企能員の娘婿）の娘との間に能氏、四条隆季の娘との間に能継を儲けている。能氏が長男であったが、母親の身分により三男であった頼氏が嫡男とされた。
建久7年（1196年）建久七年の政変を経て朝廷の中枢にあって政治を領導していた権大納言・土御門通親は、源頼朝が率いる鎌倉幕府の権威の増大に対してこれと融和して政権維持を図った。高能の急激な昇進の背景には通親が頼朝との連携を期待があったと言われている。
建久7年（1196年）12月に参議に任ぜられて公卿に列し、翌建久8年（1197年）正月には従三位に叙された。しかし、建久9年（1198年）9月17日に病死した。享年23。

## 官歴
『公卿補任』による。
- 元暦元年（1184年） 11月17日：叙爵（皇太后宮御給）
- 文治2年（1186年） 12月15日：左馬頭（父譲之、今日任右兵衛督）
- 文治3年（1187年） 12月4日：従五位上（臨時）
- 文治5年（1189年） 正月5日：正五位下（上西門院当年御給）。正月18日：兼但馬介（頭労）
- 文治6年（1190年） 正月24日：従四位下（臨時）
- 建久3年（1192年） 10月26日：従四位上（前上西門院文治元年御給）
- 建久4年（1193年） 4月14日：兼右兵衛督（父卿左兵衛督申任之）
- 建久5年（1194年） 正月30日：辞頭（以源隆保任之）。10月13日：正四位下（臨時）
- 建久7年（1196年） 正月28日：蔵人頭（忠季朝臣卒去替）。12月25日：参議、督如元
- 建久8年（1197年） 正月30日：兼左兵衛督丹波権守、従三位
- 建久9年（1198年） 9月17日：薨去

## 系譜
- 父：一条能保
- 母：坊門姫（源義朝の娘）
- 妻：松殿基房の娘
  - 三男：一条頼氏（1198-1248）
- 妻：糟屋有季の娘
  - 長男：一条能氏
- 妻：藤原兼光の娘
  - 男子：一条行能
- 妻：四条隆季の娘
  - 男子：一条能継
- 生母不明
  - 女子：九条基家室

## 演じた人物
- 水澤心吾 - 『草燃える』（NHK大河ドラマ、1979年）
- 木戸邑弥 - 『鎌倉殿の13人』（NHK大河ドラマ、2022年）